# Bauwerksmechaniker für Abbruch und Betontrenntechnik

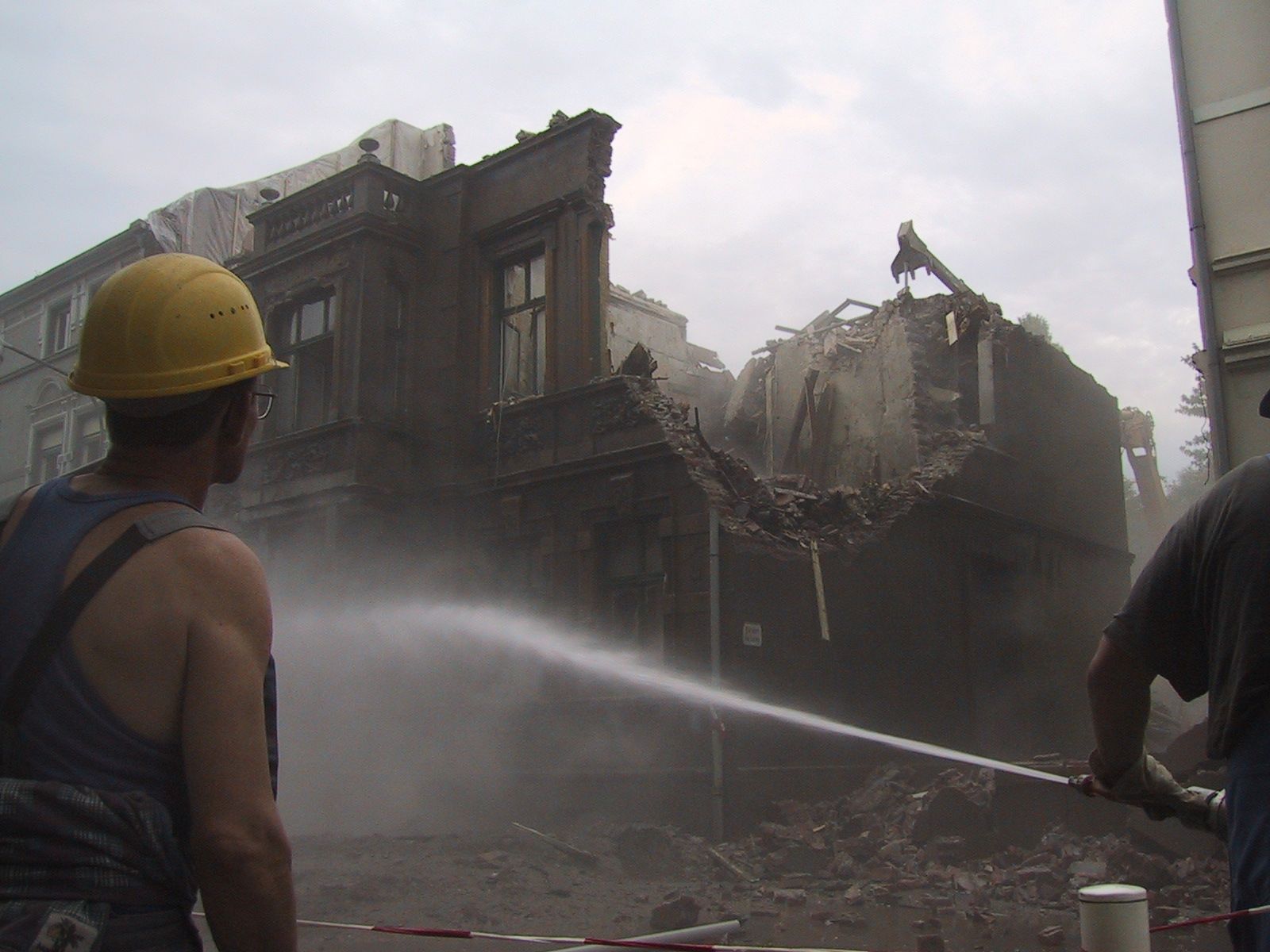
Bauwerksmechaniker beim kontrollierten Abriss eines Gebäudes.

Der Bauwerksmechaniker für Abbruch und Betontrenntechnik ist seit dem 1. August 2004 ein staatlich anerkannter, dreijähriger Ausbildungsberuf.

## Aufgaben
Zu den Tätigkeitsschwerpunkten des Bauwerksmechanikers zählen Abbruch- und Rückbauarbeiten an Bauwerken. Das schließt auch Arbeiten ein, die zur Vorbereitung der Maßnahme gehören. Zu diesem Zweck trennt der Bauwerksmechaniker sämtliche Materialien des Gebäudes voneinander und führt sie der Entsorgung zu. Des Weiteren nutzt er verschiedene Baugeräte für den Abbruch oder führt Vorbereitungsarbeiten für Sprengungen durch. Sind in dem Bauwerk gesundheitsgefährdende Stoffe vorhanden so sind diese vom Bauwerksmechaniker zu entfernen und zu entsorgen. Die geltenden Unfallverhütungsvorschriften sind während der Ausführungsarbeiten zu beachten.
Neben der Tätigkeit im Rückbau kann der Bauwerksmechaniker auch Umbaumaßnahmen am Rohbau vornehmen sowie mit Hilfe von Kernbohrgeräten oder Betonsägen Wand- und Deckenöffnungen herstellen.